# أولاد علي بن احمد (انزالت لعظم)
أولاد علي بن احمد هو دُوَّار يقع بجماعة انزالت لعظم، إقليم الرحامنة، جهة مراكش آسفي في المملكة المغربية. ينتمي الدوّار لمشيخة انزالت لعظم التي تضم 22 دوار. يقدر عدد سكانه بـ 35 نسمة حسب الإحصاء الرسمي للسكان والسكنى لسنة 2004.

## روابط خارجية
- البوابة الوطنية للجماعات الترابية
- المندوبية السامية للتخطيط